# Egiáli (Amorgós)
Egiáli (grec moderne : Αιγιάλη) ou Langada (Λαγκάδα), est un village sur l'île d'Amorgós, dans les Cyclades, en Grèce.
Selon le recensement de 2011, la population du village compte 261 habitants.

## Toponymie et administration
Le village, originellement connu sous le nom de Langada, a été alternativement renommé plusieurs fois au cours des XXe et XXIe siècles (1912, 1940, 1991, 2001 et 2017) du nom de la cité antique d'Ægialé, dont le site se trouve sur le territoire de la localité voisine de Tholária. Le nom d'Egiáli est utilisé depuis 1864 pour désigner diverses circonscriptions administratives, actuellement une communauté locale du dème d'Amorgos comprenant les localités de Langada (261 hab.), Ormos Egialis (147 hab.), Potamos (95 hab.), Ágios Pávlos (el) (11 hab.), et les îlots inhabités de Liadi et Plaka Liadiou.
Le port situé en contrebas du village de Langada, Ormos Egialis (« baie d'Egiali ») est souvent appelé simplement Egiali.